# 浅井睦
浅井 睦（あさい むつし、1991年8月19日 - ）は、日本のコンセプトデザイナー / Vibes研究者。Metalium llc.代表。情報科学芸術大学院大学 博士前期課程修了。

## 経歴
大阪府・羽曳野市生まれ。地元の工業高校を卒業後、国立舞鶴工業高等専門学校に進学。新日鐵住金系の企業の勤務、美術系専門学校へ再進学。その後、フリーランスハードウェア設計士として活動し、2023年に岐阜県大垣市に本部を置く情報科学芸術大学院大学に進学し、2025年3月に同大学博士課程前期を修了。
メタ思考から捉えることのできる感覚を「Metalium」という素材として捉え、日常にそっと置きたくなる不思議な感覚の日用品と、特別な体験ができるイベントや体験会などの非日用品を制作する事業を展開するMetalium llc. を創業。
代表的な事業として、メタ思考から発生する事象を素材として捉え、活用技術の探求を行うオープンラボ高次素材設計技術研究舎Meltの運営を行う。

## 研究
日常生活の中から感じることのできる感覚的なことを取り扱い、ハードウェア/映像/体験など形態に囚われない表現方法にて不可視の感覚表現に取り組む。

## Metalium llc.
Metalium llc.は日用品と非日用品を作る制作スタジオであり、メタ思考から捉えることのできる感覚を「Metalium」という素材として捉え、日常にそっと置きたくなる不思議な感覚の日用品と、日常では感じられない感覚を体験ができるイベントや体験会などの非日用品を製作している企業である。

### 高次素材設計技術研究舎 Melt
高次素材設計技術研究舎=Meta level material design-Engineering Learning Team(以下Melt.)では、全ての人へ新たな視点をインストールすることを目的に活動。フィジカルに存在する物質ではなく、物理現象や思想を含めたあらゆる要素を素材と捉え、それらをものづくりとして実装するための設計手法の探求、及びマテリアライズの可能性を研究する有志による団体。
「コンピュテーショナル食感デザインプロジェクト」が世界を進化させるテクノロジーを称える『知財番付2024』受賞知財が決定。

### 逓伝公社
逓伝公社は全人類の豊かな感性のために極楽状態から飢餓状態まで、人間として体験することのできるあらゆる感覚を体験として届けることを目的とした研究者の浅井とアーティストのアシダによって結成された感覚伝達ユニット。 

## 受賞歴
- 2024年12月18日_すごい知財を表彰するアワード「知財番付 2024」入選知財*40選が決定[5][6]
- 2024年12月7日_UNKNOWN ASIA2024にて曲がりを摘むが間宮　尊 賞を受賞。[8]
- 2024年8月26日_maxellクセがあるアワード：混にてSuperposition machineが審査員賞(佐藤 正和)を受賞。[9]
- 2024年8月23日_第１回 Tech Direction Awardsにて高次素材技術オープンラボMelt.のプロジェクトのコンピュテーショナル食感デザインプロジェクトがR&D/Prototype部門にてBronze賞を受賞。[10]
- 2021年11月04日_Shibuya QWS fes2021 にてAnalytics of AmbientがMVPを受賞。[11]